# Homefashion Group
Homefashion Group is een Nederlands bedrijf dat eigenaar is van de woonwinkels Leen Bakker en Kwantum. Het bedrijf werd in 2020 opgericht als overkoepelende organisatie voor beide winkelketens.
In 2022 werd een verlies geleden van 25,6 miljoen euro. Dit leidde in 2024 tot ontslagen op de kantoren. In 2023 daalde de omzet maar werd een winst gemaakt van 19,5 miljoen euro.